# Пеньково (Мордовия)
Пеньково — посёлок в Краснослободском районе Мордовии. Входит в состав Старозубаревского сельского поселения.

## История
В 2006 г. постановлением Правительства РФ посёлок Пенькозавода переименован в Пеньково.

## Население
| 2002 | 2010 |
| ---- | ---- |
| 198  | ↘183 |